# Litoria microbelos
Litoria microbelos là một loài ếch thuộc họ Pelodryadidae.
Đây là loài đặc hữu của Úc.
Môi trường sống tự nhiên của chúng là đồng cỏ khô nhiệt đới hoặc cận nhiệt đới vùng đất thấp, đầm nước, và đầm nước ngọt có nước theo mùa.